# آيت لحسن (سيدي غانم)
آيت لحسن هي إحدى مشيخات المملكة المغربية، تتبع جغرافيا لإقليم شيشاوة وإداريًا لسيدي غانم. يقدر عدد سكانها بـ 10766 نسمة حسب الإحصاء الرسمي للسكان والسكنى لسنة 2004.